# Dzięcioł średni
Dzięcioł średni (Dendrocoptes medius) – gatunek średniej wielkości ptaka z rodziny dzięciołowatych (Picidae).

## Występowanie
Zamieszkuje zachodnią, środkową i południową Europę poza Półwyspem Pirenejskim, Półwyspem Skandynawskim i Wyspami Brytyjskimi oraz Kaukaz i Azję Mniejszą po Iran i Irak. W Europie w 2015 roku jego populację lęgową oceniano na 301–678 tysięcy par.
Wyróżnia się 4 podgatunki. Podgatunek D. m. medius występuje od północno-zachodniej Hiszpanii po zachodnią Rosję i na południu Europy od wybrzeży Morza Śródziemnego po południowe wybrzeże Bałtyku. D. m. caucasicus spotyka się w północnej Turcji, na Zakaukaziu i w Kaukazie. W Azji Mniejszej na południu i zachodzie oraz w południowo-zachodnim Iranie (góry Zagros) opisano też 2 inne podgatunki – D. m. anatoliae i D. m. sanctijohannis.
Jest to ptak ciepłolubny, toteż wraz z zanikiem lasów gatunek ten zanikał w obrębie pierwotnego areału w okresie lodowcowym. Zachowały się w tym okresie populacje na Półwyspie Pirenejskim i w południowo-wschodniej Europie. Gdy nastąpiło ocieplenie klimatu, populacje wschodnie zaczęły rozprzestrzeniać się na północny zachód tak, że zasiedliły swoje pierwotne obszary lęgowe. W XX wieku znów zaczęło dochodzić do ubywania liczebności dzięciołów średnich w zachodniej i środkowej Europie. Przyczyną jest wycinanie starych lasów liściastych np. łęgów, zastępowanych borami sosnowymi i świerkowymi, podobnie jak u innych dzięciołowatych. Dzięcioł traci nie tyle miejsca gniazdowania, ale środowisko liściastych drzewostanów, do którego jest przystosowany.
W Polsce nieliczny ptak lęgowy; lokalnie bywa średnio liczny. W latach 2008–2012 jego liczebność na terenie kraju szacowano na 18–23 tysięcy par, a w latach 2013–2018 na 20–36 tysięcy par. Jest dużo mniej pospolity niż dzięcioł duży. Spotkać go można w całym kraju, prócz wyższych gór (w Tatrach do 600 m n.p.m., a w Sudetach do 400 m n.p.m.), ale tylko tam, gdzie występują odpowiednie drzewostany. 7% polskiej populacji zasiedla Puszczę Białowieską bogatą w stare, obumierające drzewa (zagęszczenie w grądach wynosi 0,7–1,1 par/10 ha, łęgach 0,7 par, a w olsach 0,8 par). Na zachodzie kraju najliczniejsze populacje zajmują Nizinę Śląską w dolinie Odry i w Wielkopolsce – oszacowano tu ich zagęszczenie w lasach liściastych na 0,3–2,3 par lęgowych/10 ha, jest większe w łęgach i tam, gdzie częściej porastały je ponad 120-letnie dęby. Na wschodzie najczęściej spotykany na południu Mazowsza, na Podlasiu i Wyżynie Lubelskiej, rzadziej na Wyżynie Małopolskiej i Podkarpaciu. Na siedliska nie nadają się przymorskie pojezierza, gdzie odnotowano pojedyncze lęgi, większe skupiska odnotowano jedynie na Warmii. Również nielicznie gnieździ się w pasie od północno-wschodniej Wielkopolski, przez Kujawy, północne Mazowsze po znaczną część Mazur.

## Charakterystyka

### Cechy gatunku
Bardzo słaby dymorfizm płciowy (samica ma jedynie mniej kontrastową, krótszą i mniej odgraniczoną od czarnej potylicy, czapeczkę). Czerwona czapeczka bez czarnego obrzeżenia (przypomina tę u młodych dzięciołów dużych), czoło z rudym nalotem. Czarny wąs nie łączy się z nasadą dzioba. Kark, grzbiet i kuper barwy czarnej. Na zewnętrznych sterówkach białe plamy. Na skrzydłach sześć rzędów białych plam. Są też na zewnętrznych sterówkach. Boki głowy i spód białe. Brzuch i podogonie charakterystycznie różowe, a spód ciała dodatkowo kreskowany. Widoczne pręgowanie z boku ciała. Na policzkach i szyi znajduje się nieciągły czarny rysunek. Te trzy cechy nie występują u dzięciołów dużych, do których są najbardziej podobne. Młode ptaki są podobne do dorosłych, choć czapeczka jest bardziej matowa i mniejsza. Mają też pióra o rozmytych brązowawych zakończeniach na bokach głowy, podbródku i policzkach. Kreskowanie na boku ciała i piersi jest też brązowawe i bardziej rozmyte.
Spośród innych dzięciołów wyróżnia go czerwone ubarwienie wierzchu głowy. Intensywność czerwieni i jej zasięg jest taki sam u ptaków dorosłych i młodocianych. Podobnie jak u pozostałych dzięciołowatych ma budowę sterówek, która nawiązuje do typu żerowania. Są one ostro zakończone i sztywne. Gdy się wspina, zawsze głową ku górze, ptak opiera się na sterówkach. Pełnią one też rolę sprężyny, kiedy dzięcioły kują dziobem w drewno. W porównaniu z dzięciołem dużym jest mniejszy i ma delikatniejszą sylwetkę, choć równie pstre ubarwienie. W odróżnieniu od tego pokrewnego gatunku jest bardziej skryty i płochliwy. Aktywny w dzień, w parach trzyma się tylko w okresie lęgowym – poza nim żeruje samotnie. Z kolei dość słaby dziób i gorzej rozwinięte mięśnie szyi dzięcioła średniego pozwalają wykuwać mu dziuple głównie w próchniejących konarach. Jest wielkości szpaka.

### Głos
Różni go od innych dzięciołów rzadkie bębnienie wiosną (w okresie przedlęgowym od lutego do kwietnia), które zastępuje jękliwymi odgłosami – skrzeczeniem „kwe”. Robią to ptaki obojga płci. Powtarzane okrzyki służące długodystansowej komunikacji i do porozumiewania się pomiędzy partnerami i rodzeństwem przypominają „gig geg geg”.

### Wymiary średnie
- Długość ciała ok. 20–22 cm
- Rozpiętość skrzydeł 29–39 cm
- Masa ciała ok. 54–85 g (samce są nieco cięższe)

## Biotop

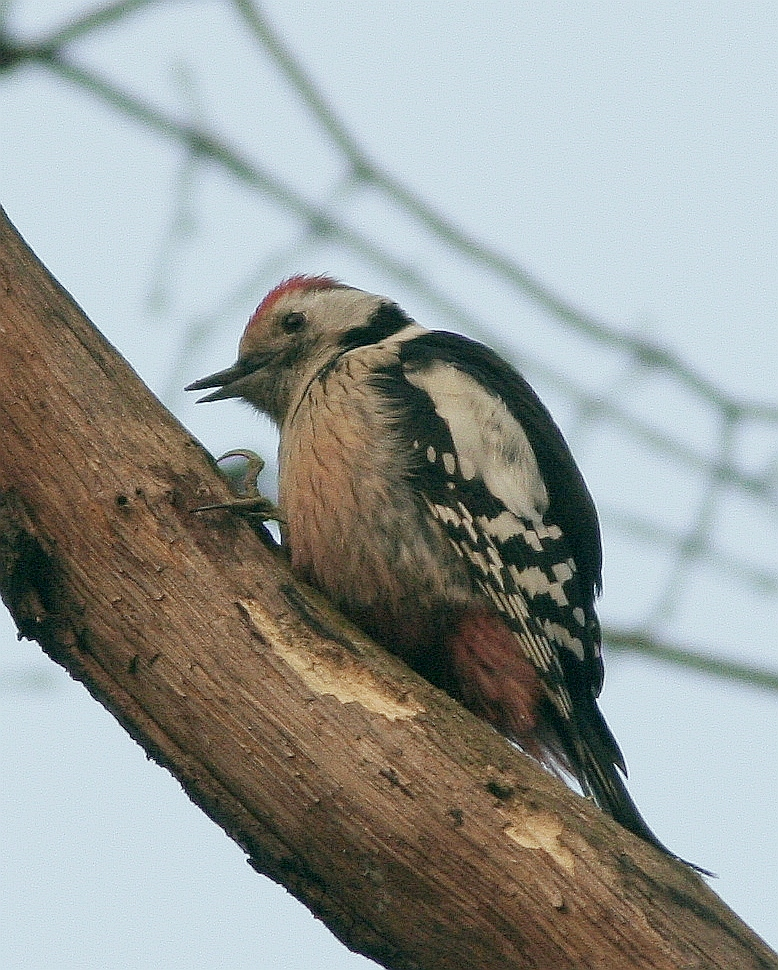
Dzięcioł średni ma charakterystyczne różowe podbrzusze, Warszawa

Świetliste dąbrowy i inne lasy liściaste – bukowe, olchowe, dzielnice willowe, stare parki z obumierającymi drzewami oraz sady w pobliżu polan, poręb, na terenach zalewowych. Dla wielu populacji jednak występowanie na danym terenie dębów (najlepiej ponad 80-letnich), i ich wzajemne położenie, decyduje o jego zasiedleniu. Przeważnie zasiedla lasy naturalne i pierwotne, a omija gospodarcze. W Polsce są to grądy, świetliste i acidofilne dąbrowy, nadrzeczne łęgi. Lęgnie się zatem w bogatych gatunkowo lasach mieszanych, gdzie znajduje grubą i spękaną korę. Nie zasiedla borów iglastych na terenach górskich. Podobnie jak dzięcioł duży jest ptakiem osiadłym, przemieszczającym się na 0,5 km dystanse. Młode rozlatują się dalej, by poszukać partnera i miejsce lęgowe, na paręnaście kilometrów. Zimą można go też spotkać w karmnikach, gdzie wyszukuje najchętniej oleistych nasion słonecznika i słoniny.
Jego siedliska:
- Żyzne buczyny
- Ciepłolubne buczyny storczykowe
- Grąd subatlantycki
- Grąd środkowoeuropejski i subkontynentalny
- Łęgi wierzbowe, topolowe, olszowe i jesionowe, olsy źródliskowe
- Łęgowe lasy dębowo-wiązowo-jesionowe

## Okres lęgowy

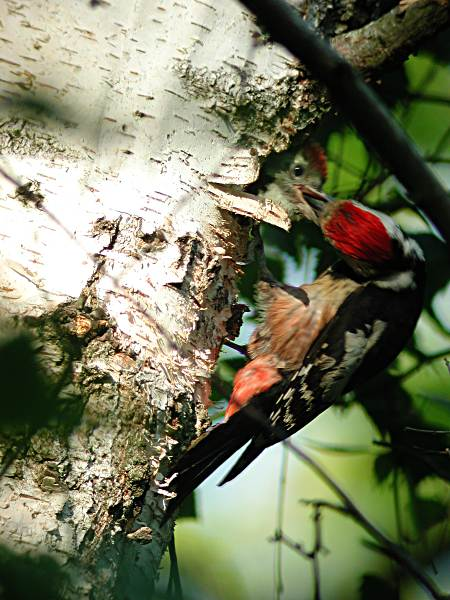
Karmienie prawie lotnych piskląt

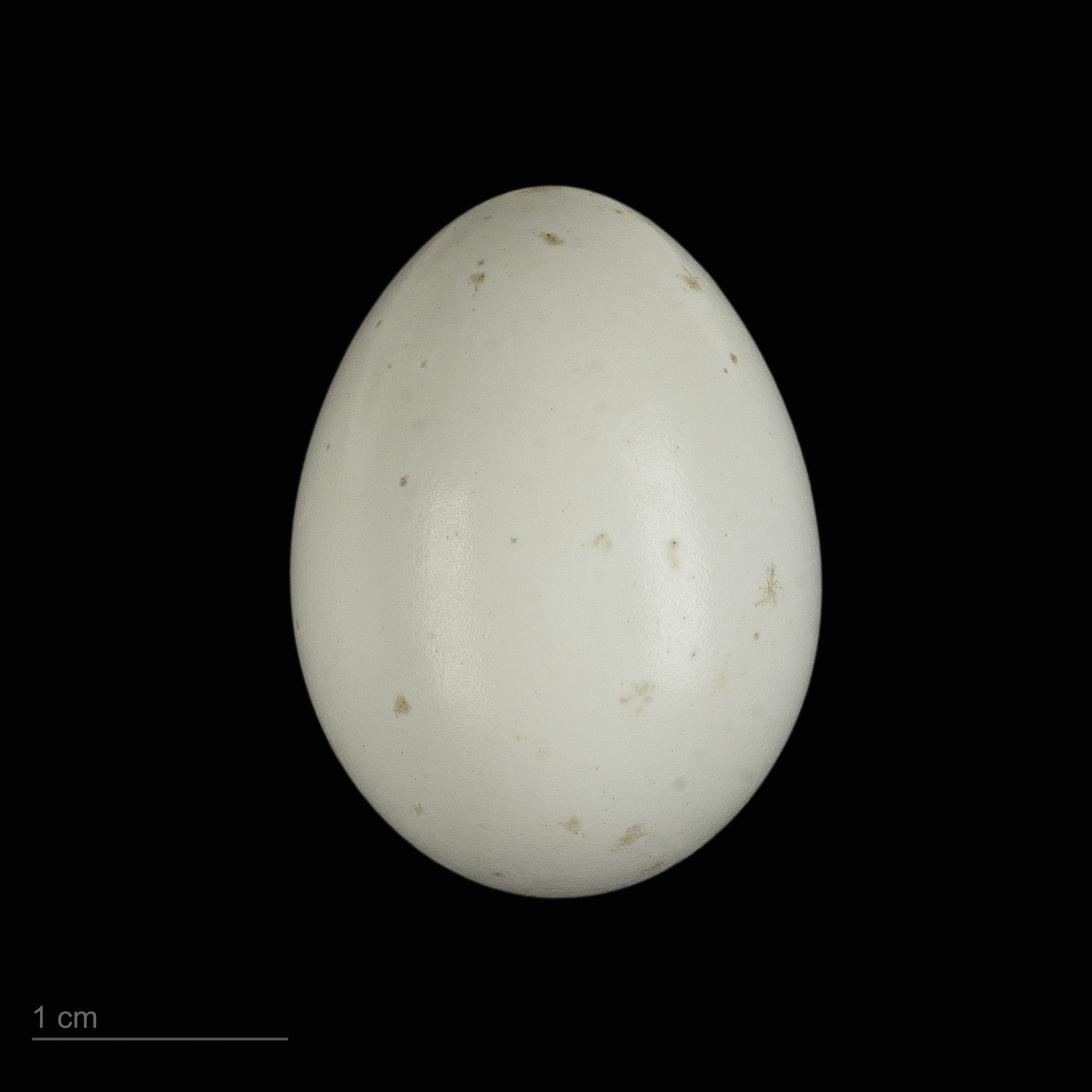
Dendrocopos medius

### Toki
W okresie lęgowym, wiosną i latem, samiec oznacza swe terytorium bębnieniem w drzewa. Robi to jednak rzadko i cicho. Przejawy terytorializmu przejawia też samica. Wydają też śpiewy wabiące samice. Dzięcioły średnie tworzą monogamiczne pary.

### Gniazdo
W wykutej przez siebie dziupli w zmurszałym pniu, uszkodzonym lub osłabionym drzewie przez owady i grzyby żyjące w drewnie, lub odświeżonej, opuszczonej dziupli na różnej wysokości, 0,5–27 m (w Wielkopolsce średnio 11–12 m, w Puszczy Białowieskiej 15 m). Lęg wyprowadza najczęściej w dębie, a poza nim w jesionach, olchach, brzozach i grabach. Rozmiary otworów wlotowych i głębokości dziupli podobne są do tych wykuwanych przez dzięcioła dużego. Korzysta także ze skrzynek lęgowych. Wyściółkę stanowią jedynie okruchy drewna.

### Jaja
Jeden lęg w roku, w maju lub czerwcu samica znosi 4 do 8 białych jaj Oszacowano, że najwięcej lęgów (ok. 70%) zakładanych jest od 26 do 30 kwietnia (populacje nad Wartą) i w pierwszej dekadzie maja (Puszcza Białowieska).

### Wysiadywanie i pisklęta
Jaja wysiadywane są przez okres około 15 dni przez obydwoje rodziców, którzy po wykluciu potomstwa je karmią. Pisklęta opuszczają gniazdo po około 21 dniach, ale nadal dostają od matki i ojca pokarm. Pełną samodzielność osiągają po kolejnych 11–14 dniach. Dojrzałość płciową osiągają w pierwszym roku życia. Niewielka liczba (2%) młodych ptaków wraca do miejsca swojego urodzenia. Zimą można spotkać go w mieszanych stadach z sikorami, pełzaczami, kowalikami i mysikrólikami. Ptaki razem szukają pokarmu i ostrzegają się przed napastnikami. Zimuje na terenach lęgowych.

## Pożywienie
Żywi się głównie owadami (wiosną również larwami i poczwarkami) i pajęczakami. Jesienią zjada nasiona, szczególnie leszczyny, dębu i buka. Ponadto w jego diecie znajdują się miękkie owoce. Pokarm roślinny ma niewielki udział w diecie.
Bezkręgowce – chrząszcze (dorosłe i larwy), błonkoskrzydłe, mrówki, gąsienice motyli – zbiera z powierzchni korowiny, jej zagłębień i liści lub wyciąga z płytkich szczelin. Tylko wyjątkowo wykuwa drewno, aby bezpośrednio schwytać owada – większość czasu przeszukuje zakamarki w korze. Szuka powalonych pni i gałęzi, z których wydobywa stawonogi. Najchętniej wybiera w tym celu dęby o średnicy 36–72 cm o niestykających się ze sobą koronach. Ich nasłonecznienie ma wpływ na różnorodność stawonogów. Zdarza się, że ściga owady w locie. Spija też soki drzewne (tak jak dzięciołowi dużemu i innym, dla których może być to główny pokarm). Zwłaszcza wczesną wiosną nakłuwa dziobem korę osik, brzóz i innych drzew, aby zlizać wypływający z otworów sok roślinny, bogaty w cukry, których ptakowi brakuje. Nakłucia są ułożone zwykle w postaci poziomych linii lub mogą tworzyć nawet pierścienie. Przy okazji do ściekającego płynu zlatują się owady, które dzięcioł łatwo może zebrać. Rzadko żeruje na ziemi. Zimą bardziej trzymają się określonego miejsca (dolnych części koron i pni), a od wiosny są bardziej ruchliwe i częściej zmieniają drzewa.

## Status i ochrona
IUCN uznaje dzięcioła średniego za gatunek najmniejszej troski (LC – Least Concern) nieprzerwanie od 1988 roku. Liczebność światowej populacji szacuje się na około 600 000 – 1 399 999 dorosłych osobników. Trend liczebności populacji uznawany jest za wzrostowy.
W Polsce objęty ochroną gatunkową ścisłą. Wymaga ochrony czynnej. Na Czerwonej liście ptaków Polski został sklasyfikowany jako gatunek najmniejszej troski (LC). Najważniejsze polskie ostoje znajdują się w Białowieskim Parku Narodowym, Żerkowsko-Czeszewskim Parku Krajobrazowym i w OChK Dąbrowy Krotoszyńskie Baszków-Rochy.
Populacjom dzięciołów średnich zagraża utrata naturalnych siedlisk przez:
- coraz większe izolowanie lasów liściastych,
- usuwanie z ekosystemów leśnych martwych i obumierających drzew ze starymi dziuplami i infekcjami grzybami,
- zanikanie drzewostanów z dominacją dębów starszych niż 80 lat.